# Église de Tenhola
L'église de Tenhola  (en finnois : Tenholan kirkko)  est une église médiévale en pierre construite à Tenhola dans la municipalité de Raasepori en Finlande ,,.

## Présentation
La modeste église en pierre de Tenhola est l'une des plus belles églises médiévales de Finlande.
L'église a été conçue par le même maître d'œuvre que celui des églises de Perniö, Sauvo et Kemiö et probablement construite entre 1460 et 1480.
Les fenêtres ont conservé des bordures en briques et de petites vitres en plomb.
La sacristie est dans sa forme originale, la grande salle d'armes du mur sud date de la fin du XVIIIe siècle.
Les hauts piliers octogonaux divisent la nef en trois vaisseaux et cinq travées.
Les voûtes ont des fomes très diverses.
Les œuvres d'art médiévales comprennent un crucifix suspendu et une sculpture de saint Olaf assis sur un trône.
Offerte à l'église en 1655, la chaire est sculptée par Måns Larsson, un bûcheron de Turku et peinte par Petrus Lang.
Entourés de cadres ovales de style Renaissance, les peintures des piliers datent de 1675.
Les œuvres d'art du XVIIe siècle comprennent aussi des épitaphes du pasteur Petrus Ingemar et d'Elin Fleming et des armoiries funéraires.
La décoration intérieure de l'église date principalement des années 1870.
L'orgue à 14 voix du facteur d'orgues Jens Zachariassen date de 1887 et est l'un des plus anciens orgues de Finlande dont la machinerie est restée inchangée.
La base en pierre du clocher construit dans le cimetière est médiévale, tout comme la maison de gardien du côté nord.
Du côté sud-ouest de l'église, sur une colline verdoyante se trouve le presbytère.